# Silvan Zurbriggen
Pour les articles homonymes, voir Zurbriggen.
Silvan Zurbriggen, né le 15 août 1981 à Brigue (Suisse), est un skieur alpin suisse. Polyvalent, il a obtenu ses meilleurs résultats en Coupe du monde en combiné, super-combiné, slalom ou descente dont une victoire à Kitzbühel en 2009 et une victoire en descente à Val Gardena en 2010. Cependant son unique médaille lors des Championnats du monde fut obtenue dans l'épreuve du slalom en 2003 avec l'argent. Il a également participé à 2 reprises à des Jeux olympiques d'hiver (en 2006 et 2010) et gagné une médaille de bronze en super-combiné (Vancouver 2010).

## Biographie

### Ses débuts
Cousin éloigné de Pirmin et Heidi Zurbriggen, multiples champions du monde et olympique, Silvan Zurbriggen participe à sa première course FIS Race le 26 novembre 1996 à Hochgurgl avec un géant duquel il termine à la 75e place. Il participe la même saison à ses premiers championnats de Suisse juniors. Lors de la saison 1999, il met fin à sa saison après une blessure en décembre 1998. Il revient pour l'année 2000 et participe à ses premiers Championnats du monde junior où il s'aligne en descente (20e), slalom (11e) et géant (42e). Lors de la saison 2001, il fait ses débuts en Coupe d'Europe lors de  l'étape de Saint-Moritz fin décembre 2000 puis participe à ses deuxièmes Championnats du monde juniors qui se déroulent à Verbier. Il réussit à conquérir la médaille d'argent dans l'épreuve de la descente entre deux Autrichiens et est auteur d'une belle performance en super G (13e).

### 2003: surprise du slalom des mondiaux 2003
La saison 2002 est consacrée à la Coupe d'Europe, il s'affirme dans les disciplines techniques que sont le slalom et le géant. Il participe également à ses premières courses de Coupe du monde en janvier 2002 lors de deux slaloms. Le premier à Kitzbühel où il est disqualifié en première manche puis à Schladming où il parvient à se qualifier en seconde manche mais sort de la piste.
Lors de la saison 2003, il rejoint définitivement le groupe suisse en Coupe du monde pour le slalom, il inscrit ses premiers points au slalom de Park City fin novembre 2002 avec une 13e place (avec le dossard 34), performance qu'il réédite à Kranjska Gora début janvier 2003. Il intègre le premier top 10 lors du slalom de Kitzbïhel avec une 7e puis fait une 21e place à Schladming. Ces bons résultats lui permet d'être sélectionné pour les Championnats du monde 2003 de Saint-Moritz dans l'épreuve du slalom en compagnie d'Urs Imboden, Daniel Albrecht et Marc Berthod, et du combiné avec Didier Défago, Bruno Kernen et Berthod. Auteur d'une 7e place en descente du combiné avec le dossard 35, il prend une 6e en slalom et termine à la 5e place et meilleur Suisse du combiné. La semaine suivante, il crée la surprise de la première manche où avec son dossard 25, il s'intercale à la 7e place à 72 centièmes d'Ivica Kostelić avant de confirmer en seconde manche en doublant Kalle Palander, Hans Petter Buraas, Giorgio Rocca, Manfred Pranger et Benjamin Raich pour terminer à une seconde place derrière Kostelić et d'acquérir une médaille d'argent (la seule médaille d'argent de la délégation suisse lors de ces mondiaux à domicile). Après ces mondiaux, il réussit un nouveau top 10 lors du slalom de Lillehammer et boucle sa première année en Coupe du monde à la 18e place du classement du slalom.

### 2004-2007: Zurbriggen, un des meilleurs skieurs suisses
Lors de la saison 2004, il débute par des géants avant de se concentrer uniquement sur le slalom. Il fait quatre top 10 en slalom cette année-là (7e à Park City, 10e à Flachau, 9e à Wengen et 5e à Kitzbühel). Il réalise une saison régulière qui le place à la 13e place du classement du slalom et meilleur Suisse. Lors de la saison 2005, il change son programme, y incorpore des descentes et des super G et vise la polyvalence. Il commence l'année avec une 10e place à la descente de Lake Louise, il monte pour la première fois sur un podium en Coupe du monde lors du slalom de Sestrières (où se dérouleront les Jeux olympiques d'hiver de 2006) derrière Bode Miller puis enchaîne plusieurs top 10 durant toute la saison : en descente à Kvitfjell (8e), en slalom à Chamonix (7e) et Wengen (8e). Ces résultats lui permettent d'atteindre la 12e place du classement du géant et la 24e du général (seul Didier Défago fait mieux avec la 6e place). Il participe aux mondiaux 2005 de Bormio. Il est tout près de ramener une médaille en combiné en prenant la 5e place. En slalom, il part avec le dossard 8 et prend la 10e place de la première manche puis réalise une bonne deuxième manche qui l'envoie à la 7e place finale. La Suisse ne remporte aucune médaille à ces mondiaux.
En 2006, Zurbriggen poursuit sa volonté d'être polyvalent en s'alignant dans pratiquement toutes les épreuves quelle que soit la discipline. Il prend une 6e place au super-combiné de Val d'Isère puis la 9e du super-combiné de Chamonix, il s'agit de ses deux seuls top 10 avant les Jeux olympiques de Turin dans lesquels il s'aligne en combiné et en slalom. Cependant, en combiné, il doit abandonner, et réalise seulement la 15e place en slalom devancé par son compatriote Marc Berthod (14e qui était parti avec le dossard 50). Sa fin de saison est difficile puisqu'il abandonnera dans les deux slaloms de Shiga Kogen. Il boucle la saison à une décevante avec une 35e place en slalom et au 49e rang du général, où seul son 10e rang en combiné est à retenir.
En 2007, il renoue lors de la première épreuve du slalom avec un top-10 (10e à Levi) suivi d'une 9e place au super-combiné de Reiteralm. Ensuite, ce sont deux performances en super G qu'il réalise en décembre 2006 avec une 9e à Val Gardena puis une 4e place à Hinterstoder avant d'être de reconnaître la joie d'un podium lors du super-combiné de Wengen avec une 3e place derrière Mario Matt et Berthod. Il rate ensuite un podium à Kitzbühel lors du slalom (4e). Il arrive donc aux Championnats du monde 2007 confiant. S'alignant pour la première fois en super G aux mondiaux, il termine à une 14e place. En super-combiné, il prend la 8e place puis sort de la piste dans l'épreuve du slalom lors de la première manche. De retour en Coupe du monde, il est tout prêt d'une victoire au super-combiné de Kvitfjell avec une seconde place derrière Benjamin Raich. Il s'agit de sa meilleure saison en Coupe du monde avec une 4e place au classement du combiné notamment. Il termine à la 13e place du général et deuxième Suisse derrière Didier Cuche.

### 2008-2009: d'une grave blessure à sa première victoire
En 2008, il fait deux top dix, la première au super-combiné de Beaver Creek (6e) puis une seconde au slalom de Bad Kleinkirchheim (8e), mais le 15 décembre 2007, il est victime d'une lourde chute lors de la descente de Val Gardena qui a pour conséquence une déchirure des ligaments croisés du genou gauche. Cet accident met fin à sa saison 2008.
Il signe son retour de belle manière la saison suivante le 16 novembre 2008 lors du slalom de Levi où il prend aussitôt une quatrième place derrière Jean-Baptiste Grange, Miller et Matt après avoir terminé 21e de la première manche. Il confirme cela au super-combiné de Val d'Isère où se dérouleront les épreuves des mondiaux 2009 avec une 5e place puis monte sur un podium au super-combiné de Wengen mi-janvier 2009 avec une 3e place derrière son compatriote Carlo Janka et Peter Fill. Après l'étape de Wengen, il remporte sa toute première victoire en Coupe du monde lors du combiné de Kitzbühel devant la paire croate Ivica Kostelić et Natko Zrnčić-Dim, il déclare après cette victoire que « c'est le plus grand moment dans [sa] carrière » un an après sa grave blessure. Il réaffirme ensuite son retour au premier plan en slalom avec une cinquième place à Schladming avant les mondiaux 2009 de Val d'Isère ainsi qu'une médaille de bronze au super-combiné des jeux olympiques de Vancouver en 2010.

### Saison 2010-2011
Le 18 décembre 2010, il triomphe à la régulière lors de la descente de Val Gardena.

### 2011-2014
Il obtient son dernier podium en Coupe du monde en janvier 2012 au super combiné de Kitzbühel. Aux Championnats du monde 2013, il est sixième de la descente et septième du super combiné. Lors de la saison 2013-2014, il gagne trois descentes de Coupe d'Europe et gagne le classement de la spécialité. Cependant, il ne participe pas aux Jeux olympiques de Sotchi.

### Fin de carrière
En avril 2015, à 34 ans, il annonce qu'il met un terme à sa carrière professionnelle.

## Palmarès

### Jeux olympiques
| Édition / Épreuve | Slalom | Combiné / Super combiné |
| ----------------- | ------ | ----------------------- |
| JO 2006 Turin     | 15e    | Abandon                 |
| JO 2010 Vancouver | 12e    | Bronze                  |

### Championnats du monde
| Édition / Épreuve                    | Descente | Slalom  | Super-G | Combiné |
| ------------------------------------ | -------- | ------- | ------- | ------- |
| Mondiaux 2003 Saint-Moritz           | -        | Argent  | -       | 5e      |
| Mondiaux 2005 Bormio                 | -        | 7e      | -       | 5e      |
| Mondiaux 2007 Åre                    | -        | Abandon | 14e     | 8e      |
| Mondiaux 2009 Val d'Isère            | -        | Abandon | -       | 4e      |
| Mondiaux 2011 Garmisch-Partenkirchen | 12e      | Abandon | 13e     | Abandon |
| Mondiaux 2013 Schladming             | 6e       | -       | Abandon | 7e      |
| Mondiaux 2015 Vail / Beaver Creek    | -        | -       | -       | 15e     |

### Coupe du monde
Silvan Zurbriggen a pris 254 départs en Coupe du monde. Il est a gagné deux épreuves, est monté à treize reprises sur le podium, dont huit fois en combiné, et compte cinquante-sept places dans les dix premiers. Son meilleur classement général est une sixième place au terme de la saison 2010-2011.
| Saison/Classement | Général | Général | Descente | Descente | Slalom | Slalom | Slalom géant | Slalom géant | Super G | Super G | Combiné | Combiné |
| Saison/Classement | Class.  | Points  | Class.   | Points   | Class. | Points | Class.       | Points       | Class.  | Points  | Class.  | Points  |
| ----------------- | ------- | ------- | -------- | -------- | ------ | ------ | ------------ | ------------ | ------- | ------- | ------- | ------- |
| 2002-2003         | 54e     | 137     | -        | -        | 18e    | 137    | -            | -            | -       | -       | -       | -       |
| 2003-2004         | 30e     | 284     | -        | -        | 13e    | 210    | -            | -            | -       | -       | 7e      | 74      |
| 2004-2005         | 24e     | 344     | 22e      | 153      | 12e    | 170    | -            | -            | 35e     | 21      | -       | -       |
| 2005-2006         | 49e     | 145     | 48e      | 11       | 35e    | 39     | -            | -            | 43e     | 2       | 10e     | 93      |
| 2006-2007         | 13e     | 523     | 26e      | 104      | 14e    | 171    | -            | -            | 18e     | 79      | 4e      | 169     |
| 2007-2008         | 66e     | 107     | 55e      | 7        | 33e    | 47     | -            | -            | 36e     | 13      | 26e     | 40      |
| 2008-2009         | 18e     | 453     | 34e      | 43       | 19e    | 156    | -            | -            | 32e     | 23      | 2e      | 231     |
| 2009-2010         | 8e      | 619     | 38e      | 32       | 3e     | 365    | 32e          | 31           | 33e     | 25      | 4e      | 166     |
| 2010-2011         | 6e      | 723     | 4e       | 305      | 18e    | 160    | 49e          | 6            | 17e     | 109     | 4e      | 143     |
| 2011-2012         | 33e     | 280     | 26e      | 88       | -      | -      | -            | -            | 23e     | 71      | 6e      | 121     |
| 2012-2013         | 75e     | 79      | 34e      | 45       | -      | -      | -            | -            | 30e     | 22      | 23e     | 12      |
| 2013-2014         | 72e     | 71      | 32e      | 52       | 54e    | 1      | -            | -            | -       | -       | 20e     | 18      |
| 2014-2015         | 62e     | 108     | 27e      | 78       | -      | -      | -            | -            | -       | -       | 15e     | 30      |

| Saison / Épreuve | Descente    | Combiné   | Total |
| ---------------- | ----------- | --------- | ----- |
| 2008-2009        |             | Kitzbühel | 1     |
| 2010-2011        | Val Gardena |           | 1     |
| Total            | 1           | 1         | 2     |

| Résultat  | Descente | Super G | Slalom géant | Combiné | Slalom | Total |
| --------- | -------- | ------- | ------------ | ------- | ------ | ----- |
| 1re place | 1        | -       | -            | 1       | -      | 2     |
| 2e place  | 1        | -       | -            | 3       | 3      | 7     |
| 3e place  | -        | -       | -            | 4       | –      | 4     |
| Top 10    | 8        | 6       | -            | 18      | 25     | 57    |
| Top 30    | 54       | 25      | 5            | 28      | 53     | 165   |
| Autres    | 28       | 22      | 8            | 3       | 28     | 89    |
| Départs   | 82       | 47      | 13           | 31      | 81     | 254   |

### Championnats du monde junior
| Édition / Épreuve             | Descente | Slalom  | Slalom géant | Super-G |
| ----------------------------- | -------- | ------- | ------------ | ------- |
| Mondiaux juniors 2000 Québec  | 20e      | 11e     | 42e          | -       |
| Mondiaux juniors 2001 Verbier | Argent   | Abandon | 47e          | 13e     |

### Coupe d'Europe
- 3e du classement général en 2014.
- Gagnant du classement de la descente en 2014.
  - 11 podiums, dont 6 victoires.

### Championnats de Suisse
- Champion de super combiné en 2009.